# Mohamed Ould Ghazouani
Mohamed Ould Cheikh Mohamed Ahmed Ould Ghazouani (Boumdeid, 31 de dezembro de 1956), também conhecido como Ghazouani e Ould Ghazouani, é um general aposentado e político, atual Presidente da Mauritânia desde 2019. Assumiu o cargo em 1º de agosto de 2019.
Foi Diretor Geral de Segurança Nacional, Chefe do Estado-Maior das Forças Armadas da Mauritânia (2008-2018) e Ministro da Defesa da Mauritânia de outubro de 2018 a março de 2019. Um aliado próximo de Mohamed Ould Abdel Aziz, Ghazouani foi eleito presidente da Mauritânia em 22 de junho de 2019.

## Biografia
Ghazouani nasceu em Boumdeid, na região de Assaba, em 31 de dezembro de 1956, em uma família sufi conhecida na Mauritânia. Ele é, portanto, o filho de um líder espiritual da tribo marabuto Ideiboussat. Ele é casado com uma médica, Marieme Mint Mohamed Vadhel Ould Dah casal tem cinco filhos.

### Carreira militar
Ele se juntou ao exército mauritano no final dos anos 1970. Ele continuou seu treinamento como oficial no Marrocos. Ele obteve um diploma de bacharel, um mestrado em administração e ciências militares, várias qualificações e formações militares.
Ghazouani é um aliado do ex-presidente Mohamed Ould Abdel Aziz, que sucedeu à chefia do Estado mauritano em 1º de agosto de 2019. Ele foi seu parceiro na derrubada do presidente Sidi Ould Cheikh Abdallahi em 2008 e foi membro do conselho militar que depôs o ex-presidente Maaouiya Ould Sid'Ahmed Taya em 2005.
Ele foi ministro da Defesa de 2018 a 2019.

### Eleição presidencial de 2019
Candidato apoiado pelo atual presidente da República, Mohamed Ould Abdel Aziz, nas eleições presidenciais de junho de 2019, ele é eleito na primeira rodada com 51,8% dos votos.
Segundo Alain Antil, do Instituto Francês de Relações Internacionais, Ould Ghazouani é "muito estruturado e muito popular no exército mauritano. Ele não é de todo um homem de palha".
Em 1 de julho, o Conselho Constitucional confirma os resultados e proclama o vencedor de Ghazouani. Ele é empossado em 1º de agosto.